# أتوميك هارت
أتوميك هارت (بالإنجليزية: Atomic Heart) هي لعبة أكشن تقمص الأدوار قادمة، تدور أحداثها في عالم موازي في الاتحاد السوفيتي في 1955، حيث التكنلوجيا مثل الإنترنت والروبوتات تم اختراعها في ذلك الوقت.
من المقرر إصدار اللعبة على على منصات مايكروسوفت ويندوز،بلاي ستيشن 4،بلاي ستيشن 5،إكس بوكس ون وإكس بوكس سيريس إكس وسيريس أس.